# 94. østlige længdekreds
Den 94. østlige længdekreds (eller 94 grader østlig længde) er en længdekreds, der ligger 94 grader øst for nulmeridianen. Den løber gennem Ishavet, Asien, det Indiske Ocean, det Sydlige Ishav og Antarktis.